# Anacamptis sciathia
Anacamptis sciathia är en orkidéart som först beskrevs av Burkhard Biel, och fick sitt nu gällande namn av H.Kretzschmar, Eccarius och Helga Dietrich. Anacamptis sciathia ingår i släktet salepsrötter, och familjen orkidéer. Inga underarter finns listade i Catalogue of Life.